# دو (الأردين)
دو هي بلدية فرنسية تقع في إقليم الأردين في منطقة غراند إيست. 

## الأماكن والمعالم الأثرية

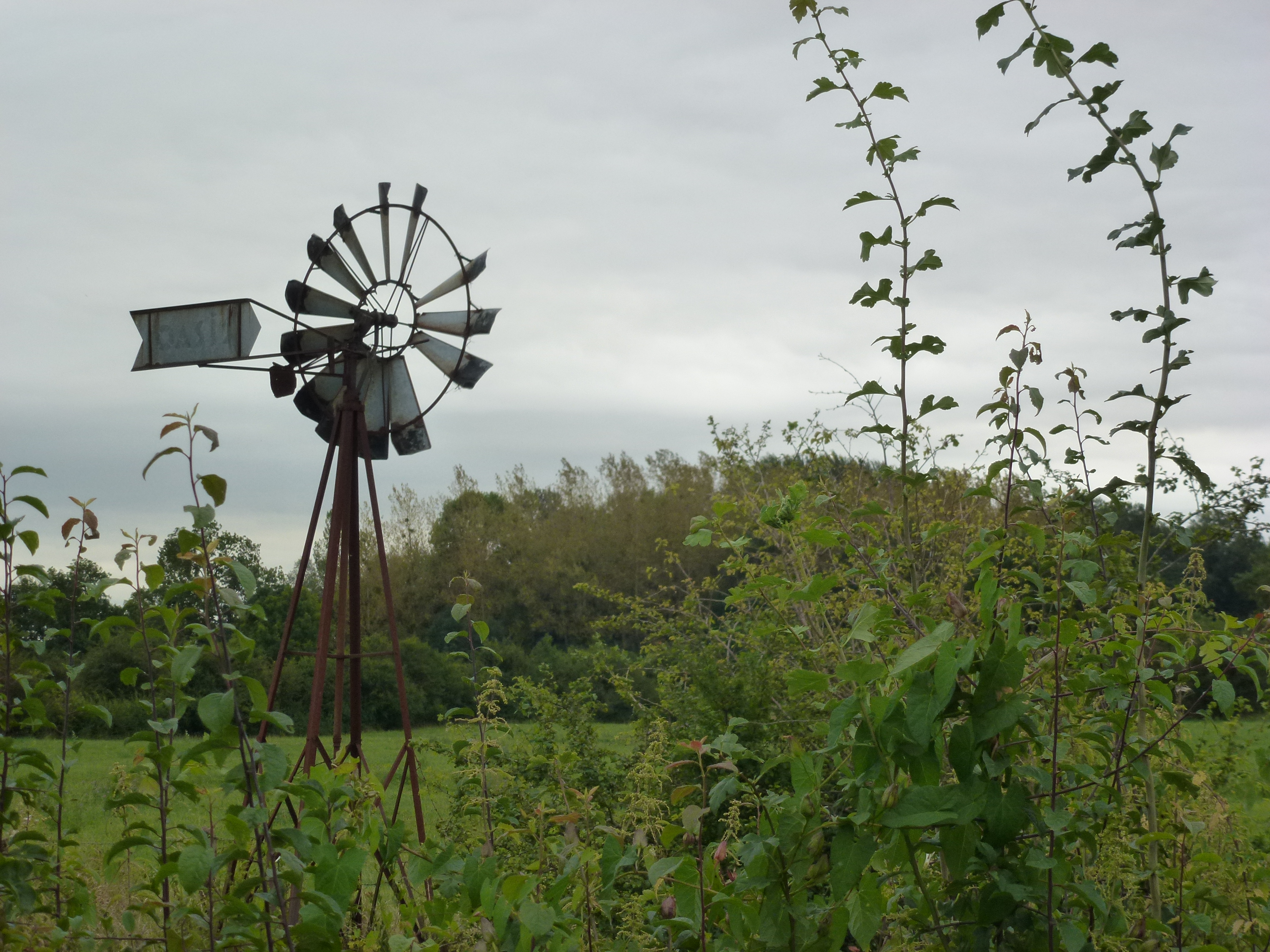
توربينات الرياح الصغيرة في الحقول.
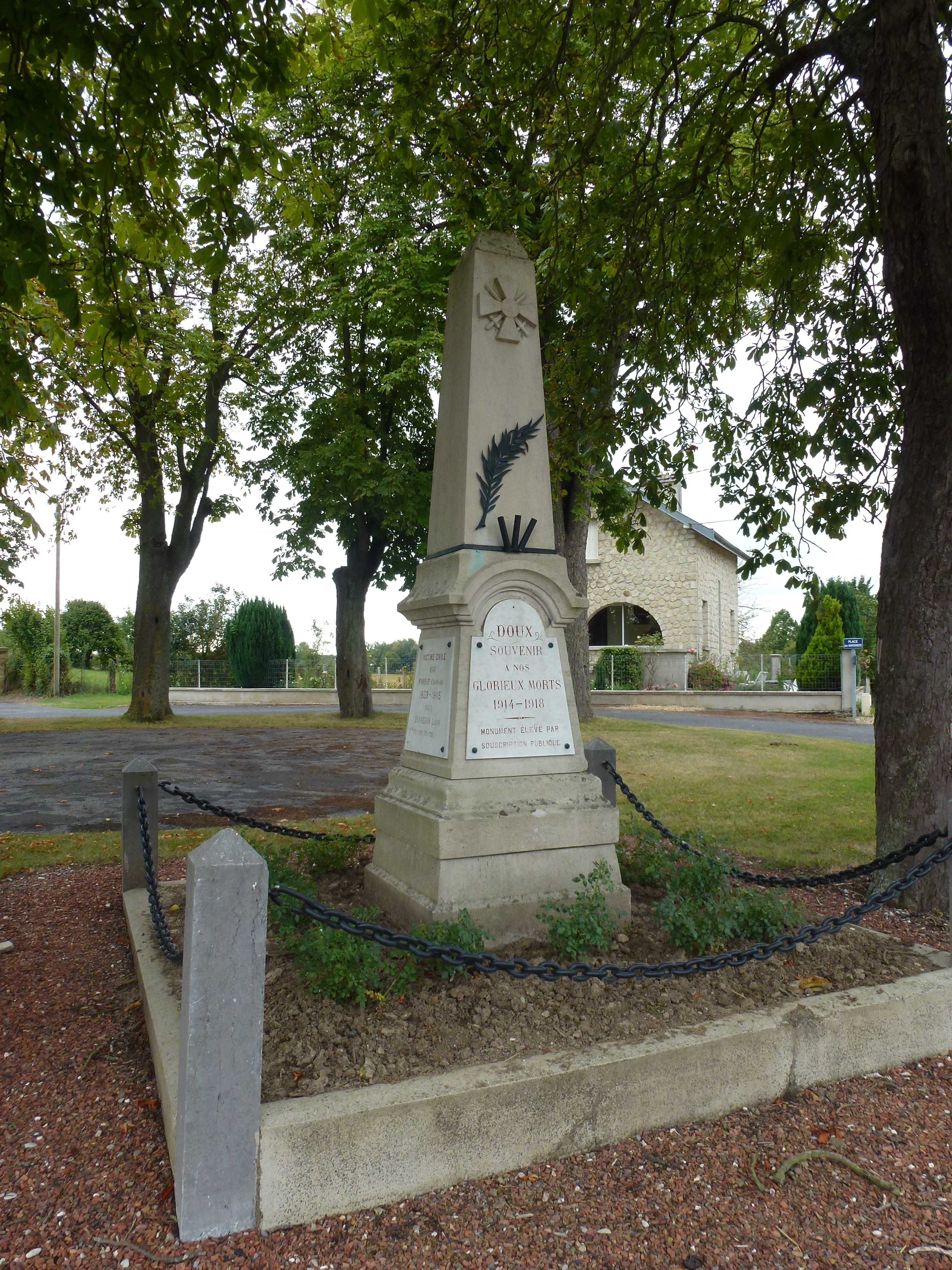
معلم أثري للموتى.
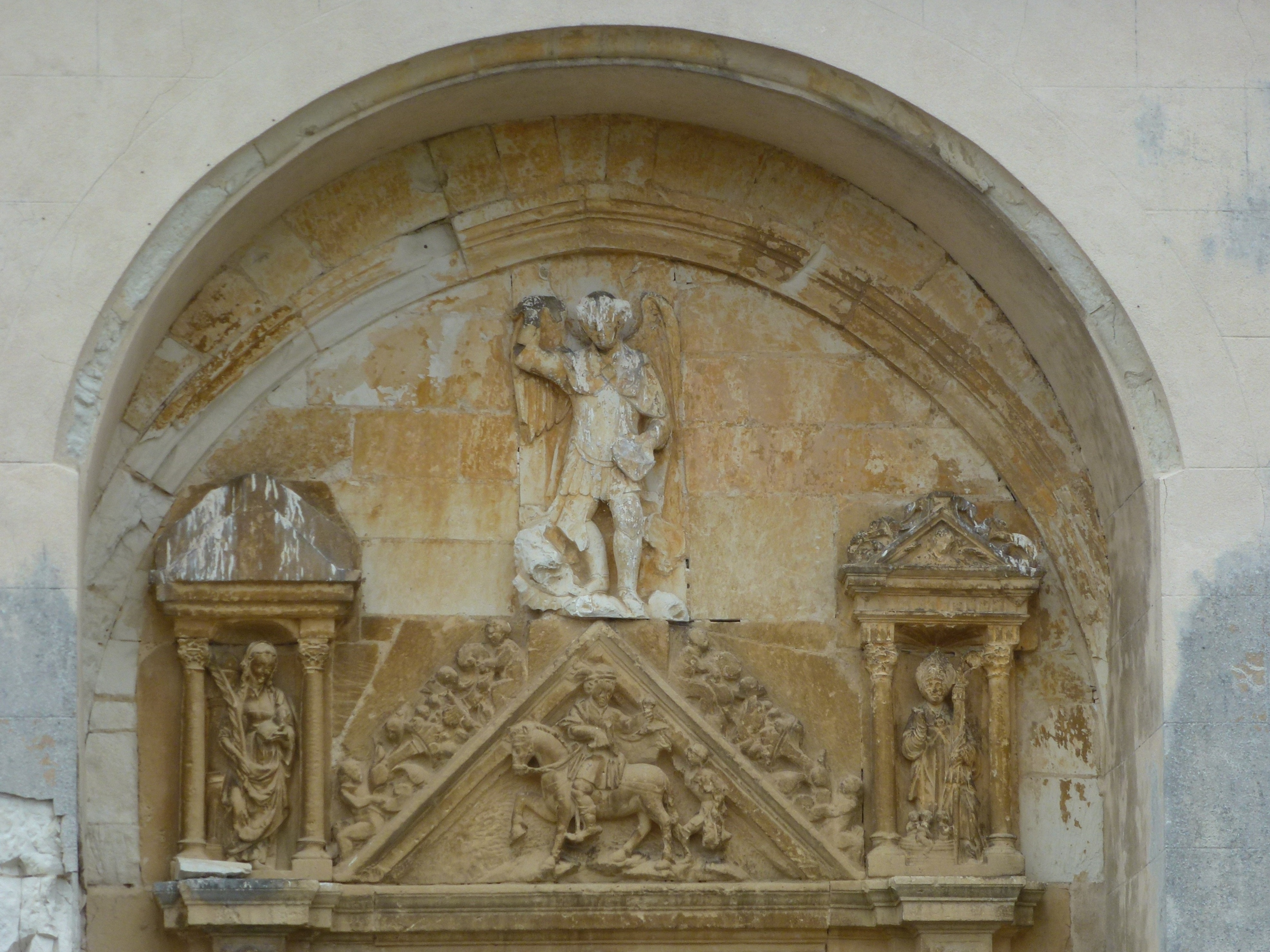
طبلة الكنيسة المنحوتة.
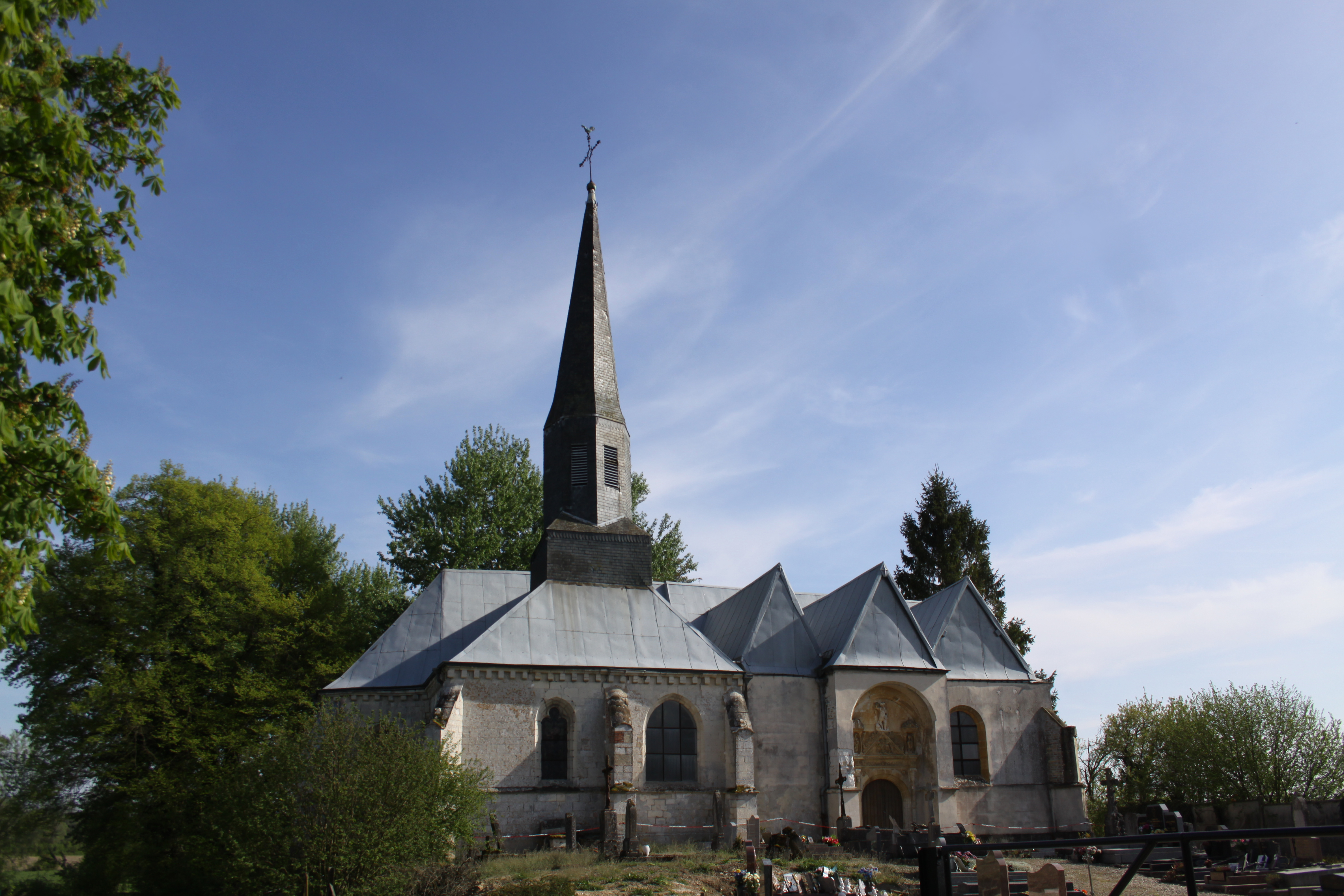
كنيسة القديس مارتن.